# Resolució 2391 del Consell de Seguretat de les Nacions Unides
La Resolució 2391 del Consell de Seguretat de les Nacions Unides, redactada per França, fou adoptada per unanimitat el 8 de desembre de 2017. El Consell estipulava que les Nacions Unides proporcionarien suport operatiu i logístic a través de la MINUSMA a la força conjunta que havia establert aquest país amb els altres quatre països del G5 Sahel.
El representant de Mali va donar suport internacional a la Força G5 Sahel reforçada amb l'aprovació unànime d'aquesta resolució. No obstant això, el seu país hauria preferit que el Consell de Seguretat hagués donat a la força un mandat més fort en virtut del Capítol VII de la Carta de les Nacions Unides. A més, s'ha buscat més suport extern en forma de mitjans de comunicació, equipament, infraestructura i diners.

## Contingut
El FC-G5S havia de rebre fons suficients dels seus cinc estats membres. La Unió Europea, altres països europeus, Turquia i els Estats Units s'han compromès a donar suport. La força costaria uns 423 milions d'euros anuals. Els cinc estats membres es van comprometre a posar 10 milions, 50 milions la UE, França 8 milions i els EUA 60 milions de dòlars. Ja s'havien compromès un total de 177 milions d'euros. S'esperava que es reunís l'import restant al desembre de 2017 en una conferència de donants a Brussel·les. Aquesta conferència va ser organitzada pel Sahel G5, la Unió Africana i la Unió Europea.
El 16 d'octubre, el secretari general António Guterres va proposar diverses opcions sobre com hi podria ajudar l'ONU podria ajudar. Això proporcionaria suport logístic, sigui o no com a part dels MINUSMA. No obstant això, aquesta força de pau patia una falta crònica de recursos i capacitats. Els països del G5 Sahel n'estaven ser molt entusiasmats. El propi Consell de Seguretat havia estat en una missió a Mali, Mauritània i Burkina Faso per avaluar la situació.
Es va demanar al Secretari General que arribés a un acord amb la Unió Europea i el Sahel G5 el més aviat possible per proporcionar suport operatiu i logístic al FC-G5S a través de la força de la MINUSMA. Aquest suport només s'aplicava a operacions en territori de Mali, i inclouria el suport mèdic i d'enginyeria i el subministrament de combustible, aigua i menjar. Els costos serien totalment reemborsats a l'ONU a través de la UE.